# Hugo Ernesto Pérez
Hugo Ernesto Pérez Granados (Morazán, 8 de novembro de 1963) é um ex-futebolista e treinador de futebol salvadorenho naturalizado estadunidense, que atuava como meia. Atualmente está sem clube.

## Carreira em clubes
Em 14 anos de carreira, jogou por Los Angeles Aztecs, Tampa Bay Rowdies, San Diego Sockers e Los Angeles Salsa nos Estados Unidos, além de ter passagens pelo futebol europeu (Red Star e Örgryte IS) e também uma curta pasagem pelo Al-Ittihad da Arábia Saudita. Ele chegou a receber propostas de Ajax e Parma, porém não conseguir assinar (o San Diego Sockers não liberou Pérez para assinar com os Godenzonen, enquanto o time italiano queria que o meio-campista jogasse a Copa de 1990 para contratá-lo). Voltou ao seu país natal para defender o FAS (equipe onde seu pai e seu avô também jogaram) antes de encerrar a carreira aos 32 anos.
Em março de 2008, foi incluído no Hall da Fama do Futebol dos Estados Unidos.

## Seleção
Pérez, que mudou-se para os Estados Unidos em 1974, obteve a cidadania do país ainda nos anos 1980, jogou 73 partidas e marcou 13 gols pela seleção nacional durante 10 anos. Sua estreia foi em outubro de 1984, num amistoso contra a Colômbia. Ele havia participado do Jogos Olímpicos de Los Angeles,, disputados no mesmo ano. Uma lesão o tirou da Copa de 1990, a primeira disputada pelos EUA desde 1950.
Disputou ainda a Copa Ouro da CONCACAF de 1991 (vencida pelos Estados Unidos) e a Copa Rei Fahd de 1992 (terceira posição). Em ambas as competições, ficou marcado por usar um visual de cabelos vastos. Na Copa de 1994, vestindo a camisa 7, ficou na reserva durante toda a primeira fase e atuou somente no jogo contra o Brasil (foi substituído aos 46 minutos de jogo por Roy Wegerle). Pérez despediu-se da seleção em setembro do mesmo ano, quando os Estados Unidos enfrentaram a Inglaterra e perderam por 2 a 0.
Apesar de possuir o mesmo nome, não deve ser confundido com o argentino Hugo Leonardo Pérez, que também atuou na Copa de 1994.

## Carreira como treinador
Foi auxiliar-técnico no San Francisco Dons, no California Victory e nas seleções Sub-14 e Sub-15 dos Estados Unidos e de El Salvador. Como treinador, comandou a equipe Sub-23 dos Cuscatlecos e em abril de 2021, foi anunciado como novo treinador da seleção principal, tornando-se o primeiro norte-americano (embora o ex-meio-campista seja salvadorenho de nascimento) em 91 anos a comandar El Salvador. Deixou a seleção em setembro de 2023, após uma derrota por 3 a 2 para Trinidad e Tobago, em jogo válido pela Liga das Nações da CONCACAF A.

## Títulos e campanhas de destaque
San Diego Sockers
- North American Soccer League: 1984–85, 1985–86, 1987–88, 1988–89, 1989–90

FAS
- Campeonato Salvadorenho: 1994–95, 1995–96

Estados Unidos
- Copa Ouro da CONCACAF: 1991
- Copa Rei Fahd de 1992: 3º Lugar